# 바르베 슈뢰더
바르베 슈뢰되르(프랑스어: Barbet Schroeder, 프랑스어 발음: [baʁbɛ ʃʁødœʁ], 1941년 8월 26일 ~ )는 프랑스의 영화 감독, 영화 제작자, 배우이다. 독일인 물리학자 아버지와 스위스인 지질학자 어머니 사이에서 이란에서 태어났으며, 이후 콜롬비아에서 살다가 부모가 이혼하면서 11살 때부터 어머니와 함께 프랑스에 정착해 자랐다.
외할아버지는 유명 정신의학자 한스 프린츠호른이다.

## 작품 목록

### 영화 연출
| 연도 | 제목             | 연출 | 각본 | 제작 |
| ---- | ---------------- | ---- | ---- | ---- |
| 1969 | 모어             | Yes  | Yes  | Yes  |
| 1972 | 구름에 가린 계곡 | Yes  | Yes  | No   |
| 1987 | 술고래           | Yes  | No   | Yes  |
| 1990 | 행운의 반전      | Yes  | No   | No   |
| 1992 | 위험한 독신녀    | Yes  | No   | Yes  |
| 1995 | 이중 노출        | Yes  | No   | Yes  |
| 1996 | 비포 앤 애프터   | Yes  | No   | Yes  |
| 1998 | 데스퍼레이트     | Yes  | No   | Yes  |
| 2002 | 머더 바이 넘버   | Yes  | No   | Yes  |

### 영화 출연
- 몽소 빵집 (1963)
- 아웃 원 (1971)
- 셀린과 쥘리 배 타러 가다 (1974)
- 여왕 마고 (1994)
- 비버리 힐스 캅 3 (1994)
- 화성 침공 (1996)
- 사랑해, 파리 (2006)
- 다즐링 주식회사 (2007)